# Helmut Middendorf
Helmut Middendorf (Dinklage, 28 de enero de 1953) es un pintor neoexpresionista alemán. 
Entre 1973 y 1979 estudió en la Hochschule der Künste de Berlín, con Karl Horst Hödicke. En 1977 fundó la Galerie am Moritzplatz de Berlín, junto con Rainer Fetting, Salomé y Bernd Zimmer. Miembro del grupo " Heftige Malerei", compuesto por Fetting, Salomé y Bernd Koberling, representan una segunda generación dentro del neoexpresionismo alemán. Su temática principal es la ciudad, el entorno urbano, en el que encuentra una constante fuente de inspiración.